# Големи Бешик
Големи Бешик (грч. Μεγάλη Βόλβη, Мегали Волви) је насељено место у општини Бешичко Језеро у периферији Средишња Македонија, Грчка. Према попису из 2021. године био је 101 становник.
Према бугарском географу и историчару, Василу Канчову, у Големом Бешику је 1900. године живело 140 Грка и 100 Турака. Током Првог светског рата насељене су грчке избегличке породице, тако је 1920. године било 342 житеља. Године 1924. турско становништво је принудно исељено у Турску а на њихово место је насељено 11 грчких избеглица. На попису из 1928. године Големи Бешик је имао 166 становника.